# Ezubao
Ezubao est une entreprise financière chinoise en ligne basée sur une chaîne de Ponzi, dirigée par Ding Ning, qui aurait trompé 900 000 personnes en détournant 7,5 milliards de dollars depuis sa création en 2014. L'affaire a été révélée le 1er février 2016, ce qui a conduit à l'arrestation de 21 personnes dont son dirigeant. Ezubao est plus spécifiquement une entreprise de prêt participatif, qui était censée mettre en relation des projets, qui se sont révélés factices, avec des investissements, le tout avec une rentabilité annuelle allant de 9 % jusqu'à 14,6 %,,,. En septembre 2017, un tribunal chinois condamne le fondateur et un dirigeant d’Ezubao à la prison à perpétuité et à payer des amendes de plus de 10 millions d’euros, pour levée de fonds frauduleuse.